# Bitwa morska przy wyspie Sapienza
Bitwa morska przy wyspie Sapienza (inaczej I bitwa pod Lepanto) – starcie zbrojne, które miało miejsce 28 sierpnia 1499 r. w trakcie III wojny wenecko-tureckiej (1499–1503).
W 1499 sułtan turecki Bajazyd II wysłał swoich beglerbegów Mustafa Paszę i kapudana Dauda Paszę z zadaniem zdobycia Lepanto. Flota Dauda w pobliżu wyspy Sapienza natknęła się na licząca 150 okrętów flotę wenecką pod wodzą Aloiso Grimaniego. Wkrótce do Wenecjan dołączyło 15 okrętów admirałów Loredano i Armenio. 
28 sierpnia doszło do bitwy. Admirałowie weneccy zaatakowali okręt flagowy Borraka Reisa, dokonując abordażu. Dowódca turecki nie mając szans na obronę podpalił okręt. Ogień strawił trzy okręty flagowe, w wyniku czego śmierć ponieśli wszyscy dowódcy: Loredano, Armenio i Reis. Po śmierci dowódców obie floty nie kontynuowały walki.